# Catedral de San Patricio (Armagh)
La Catedral de San Patricio (en inglés: St Patrick's Cathedral) en Armagh, Irlanda del Norte en el Reino Unido es la sede del arzobispo católico de Armagh, primado de Irlanda. 
Fue construida en varias fases entre 1840 y 1904 para servir como la catedral católica de la Arquidiócesis de Armagh, la catedral medieval original de San Patricio tuvo que ser transferida a la Iglesia protestante de Irlanda en la época de la Reforma irlandesa. La catedral se encuentra en una colina, al igual que su contraparte Anglicana.
En San Patricio han tenido lugar algunas de las más conocidas actuaciones del grupo coral Libera.